# Dălbok Izvor, Plovdiv
Dălbok Izvor (în bulgară Дълбок Извор) este un sat în comuna Părvomai, regiunea Plovdiv,  Bulgaria. 

## Demografie
Componența etnică a satului Dălbok Izvor
     Bulgari (82,17%)
     Romi (8,66%)
     Nicio identificare (9,15%)
     Altele (0,55%)
La recensământul din 2011, populația satului Dălbok Izvor era de 1.442 locuitori. Din punct de vedere etnic, majoritatea locuitorilor (82,17%) erau bulgari, cu o minoritate de romi (8,66%). Pentru 9,15% din locuitori nu este cunoscută apartenența etnică.